# イシダタミヤドカリ
イシダタミヤドカリ（学名：Dardanus crassimanus）は、ヤドカリ科に属する大型種で浅海性ヤドカリ類の代表種とされる。

## 分布
房総半島以南から沖縄諸島沿岸にかけて水深2m以深（180mまでとされるがほとんどが50mまでに多い）の岩礁、転石帯に生息する。稀にタイドプールでもみられることがある。

## 形態
甲長30〜40mmに達し、鉗脚は左側がはるかに大きく多数の棘歯と剛毛が密生する。第2歩脚の上下縁や背面には刺と長毛があり、左側の第3歩脚の指節と前節の上下縁には長毛が密生しつつ、石畳状の彫刻模様が規則正しく並ぶ。これが名前の由来とされる。

## 生態
排卵期間はおよそ2週間とされる。